# Ломпирт (Салаж)
Ломпирт (рум. Lompirt) насеље је у Румунији у округу Салаж у општини Шармашаг. Oпштина се налази на надморској висини од 182 m.

## Становништво
Према подацима из 2002. године у насељу је живело 876 становника.

### Попис2002.
| Расподела становништва по националности 2002.‍ | Расподела становништва по националности 2002.‍ | Расподела становништва по националности 2002.‍ | Расподела становништва по националности 2002.‍ | Расподела становништва по националности 2002.‍ |
| --------------------------------------------- | --------------------------------------------- | --------------------------------------------- | --------------------------------------------- | --------------------------------------------- |
|                                               |                                               |                                               |                                               |                                               |
| Румуни                                        | Румуни                                        |                                               | 110                                           | 12,6%                                         |
| Мађари                                        | Мађари                                        |                                               | 653                                           | 74,6%                                         |
| Роми                                          | Роми                                          |                                               | 112                                           | 12,8%                                         |